# Phyllanthus caespitosus
Phyllanthus caespitosus är en emblikaväxtart som beskrevs av John Patrick Micklethwait Brenan. Phyllanthus caespitosus ingår i släktet Phyllanthus och familjen emblikaväxter. Inga underarter finns listade i Catalogue of Life.